# Cramant
Cramant – miejscowość i gmina we Francji, w regionie Grand Est, w departamencie Marna.
Według danych na rok 1990 gminę zamieszkiwało 955 osób, a gęstość zaludnienia wynosiła 178 osób/km².

## Współpraca
Miejscowość partnerska:
- Opwijk, Belgia